# Honey Nut Cheerios

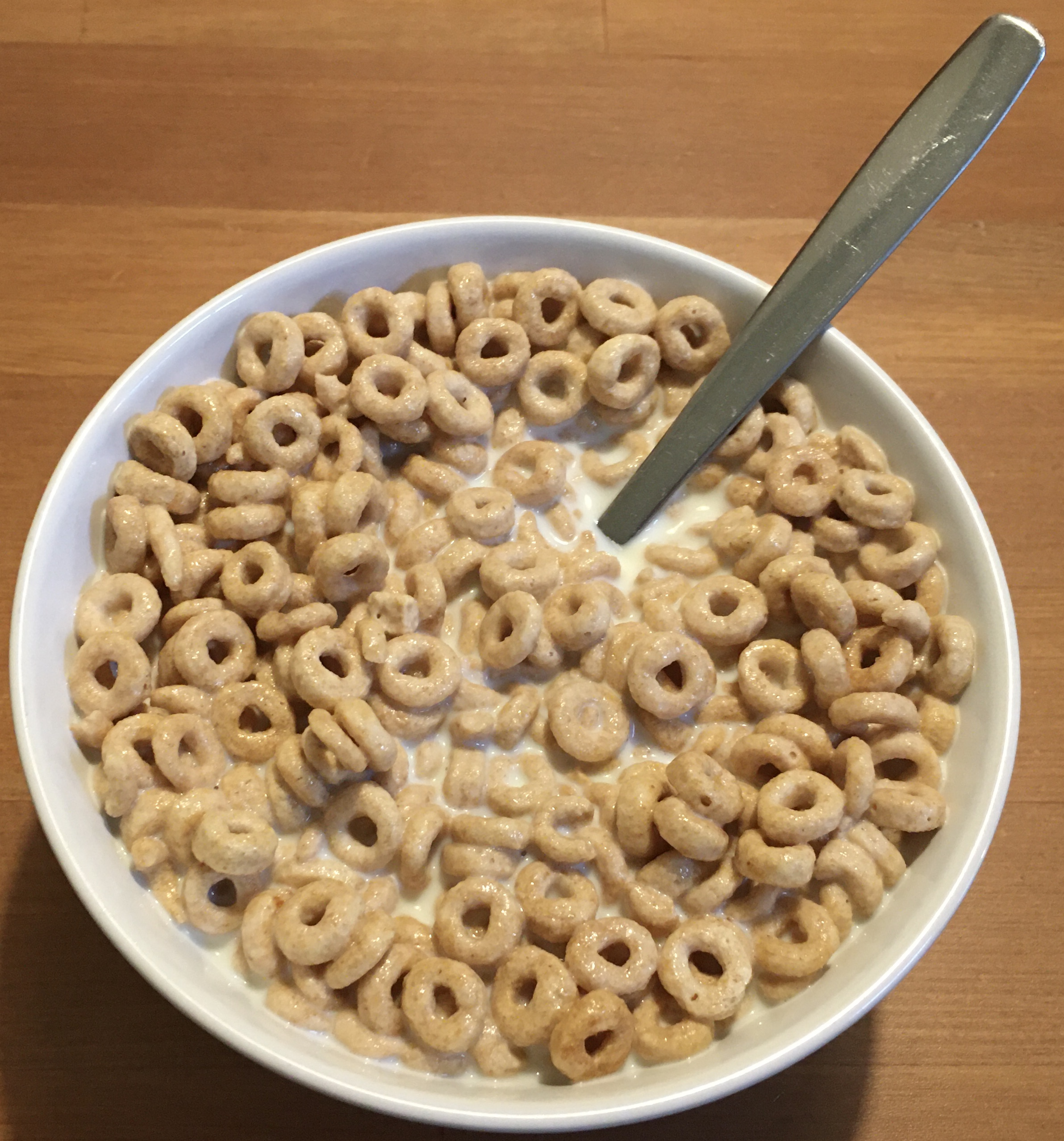
En skål med Honey Nut Cheerios-flingor och mjölk.

Honey Nut Cheerios är ett varumärke för ringformade fullkornsflingor med smak av honung och mandel. Den amerikanska livsmedelsproducenten General Mills tillverkar flingorna sedan 1979, när Honey Nut Cheerios lanserades. General Mills ville utveckla en ny variant av storsäljaren Cheerios och tog fram Cinnamon Nut 1976. Flingorna smakade kanel och mandel. Den blev dock ingen succé bland de amerikanska konsumenterna utan General Mills avvecklade flingorna redan bara ett år senare. Men företaget var dock besluten på att fortsätta att experimentera med nya smaker. Tre år senare togs Honey Nut Cheerios fram och har varit en långvarig försäljningssuccé bland konsumenterna. Lanseringen skedde dock samma år som oljekrisen 1979 och vilket gjorde att en global recession uppstod. General Mills ville dock inte att flingorna skulle misslyckas på grund av det så uppemot 29 miljoner förpackningar gavs bort gratis.
I USA var Honey Nut Cheerios det andra mest sålda varumärket för flingor för år 2018 med 129,3 miljoner sålda förpackningar för totalt 421,7 miljoner amerikanska dollar.